# Dương Minh Na
Dương Minh Na (sinh ngày 27 tháng 9 năm 1976) tên thật là Dương Mân Na (杨旻娜), cô là một nữ diễn viên phim truyền hình Trung Quốc, cô tốt nghiệp Học viện Hý Kịch Thượng Hải khoa diễn xuất năm 1998 .

## Đời tư
Năm 2009, Dương Minh Na gặp nam diễn viên phim truyền hình Điền Lượng khi đóng phim truyền hình "Hồ quang sơn sắc", Điền Lương cũng xuất hiện trong bộ phim này và lại còn có cảnh tình cảm cùng Dương Minh Na, trong phim hai người không có kết quả, nhưng ngoài đời lại bốc lên ngọn lửa tình yêu.
Năm 2017, Dương Minh Na và Điền Lượng đăng ký kết hôn tại Thượng Hải và họ có một cậu con trai sau khi kết hôn.
Vào ngày 7 tháng 7 năm 2020, Dương Minh Na và Điền Lượng đã ký thỏa thuận ly hôn và làm thủ tục đăng ký ly hôn. Sau khi ly hôn, đứa con do Điền Lượng nuôi dưỡng. Dương Minh Na phải trả phí cấp dưỡng hàng tháng là 15.000 nhân dân tệ. Do đặc thù nghề nghiệp, cô ấy sẽ được gặp con trai 7 ngày trong 1 tháng.

## Sự nghiệp diễn xuất
Năm 1996, cô tham gia bộ phim truyền hình đầu tiên "Tần gia phong ba" với vai Tần Ninh Ninh; năm 1997, cô đóng vai Đổng Ỷ Ngọc trong "Tân loạn thế giai nhân".
Năm 1998, cô tham gia bộ phim cổ trang "Thủy hử hậu truyện" và đóng vai Hàn Nhược Nam.
Năm 1999, cô tham gia bộ phim cổ trang võ hiệp cổ trang của TVB "Bích huyết kiếm", với vai An Tiểu Tuệ khi trưởng thành.
Năm 2004, tham gia bộ phim thần thoại cổ trang "Tiên kiếm kỳ hiệp truyện" với sự tham gia của Hồ Ca, An Dĩ Hiên, Lưu Diệc Phi,... Cô trong vai một yêu tinh hồ ly và đóng vai quỷ cây trong bộ phim cổ trang "Tân liêu trai chí dị chi tiểu thiến"đóng cùng Hồ Ca và Dương Mịch; Năm 2006, cô tham gia bộ phim tình cảm võ thuật cổ trang "Du kiếm giang hồ", đóng vai nữ diễn viên phụ Trang Thiên Tâm.
Năm 2008, cô tham gia bộ phim truyền hình Trung Hoa Dân Quốc "Tỏa thanh thu", đóng vai Tiểu Quế Hương.
Năm 2010, anh tham gia bộ phim cổ trang lịch sử "Dương Quý Phi bí sử" và đóng vai Vi Hậu.
Vào tháng 2 năm 2013, bộ phim võ thuật cổ trang phục chế "Tân tiếu ngạo giang hồ" với sự tham gia của Trần Kiều Ân, Trần Hiểu, Hoắc Kiến Hoa,... đã được phát sóng. Dương Minh Na đóng vai Ninh Trung Tắc; tháng 3, "Tiến về hạnh phúc phía trước" do Dương Minh Na đóng chính được phát sóng; Vào tháng 6, bộ phim tình cảm hiện đại "Thôi xán nhân sinh" với sự tham gia của Dương Minh Na và Lý Thấm đã được phát sóng, Dương Minh Na đóng vai Dương Mạn Bình; cùng năm đó, Cô đóng vai Hoàng Dung trong "Thần điêu đại hiệp" .
Năm 2014, cô đóng vai Văn phu nhân trong bộ phim truyền hình "Hoạt sắc sinh hương".   Vào tháng 4, đóng vai hoàng hậu trong "Cung tỏa liên thành".
Vào tháng 12 năm 2015, bộ phim truyền hình "Thanh Vân chí" chuyển thể từ tiểu thuyết "Tru tiên".
Năm 2016, bộ phim chiến tranh thời đại điệp viên "Phong vân niên đại" mà Dương Minh Na tham gia đã được phát sóng.
Vào ngày 29 tháng 1 năm 2017, bộ phim truyền hình chiến lược cung đình tuổi trẻ "Đại Đường vinh diệu" mà Dương Minh Na tham gia đã được phát sóng, trong vở kịch, cô ấy đóng vai Quắc Quốc phu nhân Dương thị (chị của Dương Quý Phi), cô ấy là một nhân vật phản diện lớn với đầy đủ hào quang và chiến lược; Vào ngày 6 tháng 2, bộ phim tình yêu lãng mạn thành thị "Đây khoảng Sao Trời, kia khoảng Biển" mà Dương Minh Na tham gia đã được phát sóng. Cô đóng vai Tô Quế Phương, mẹ kế của Thẩm La.
Vào ngày 30 tháng 9 năm 2019, bộ phim "Tôi là hộ kỳ" chính thức ra mắt.
Vào ngày 10 tháng 8 năm 2020, bộ phim truyền hình cổ trang xuyên không "Thư thính phượng minh" được phát sóng.
Năm 2023, cô được mời tham gia diễn xuất bộ phim Dĩ Ái Vi Doanh trên đài Hồ Nam.